# Dálnice v Kosovu

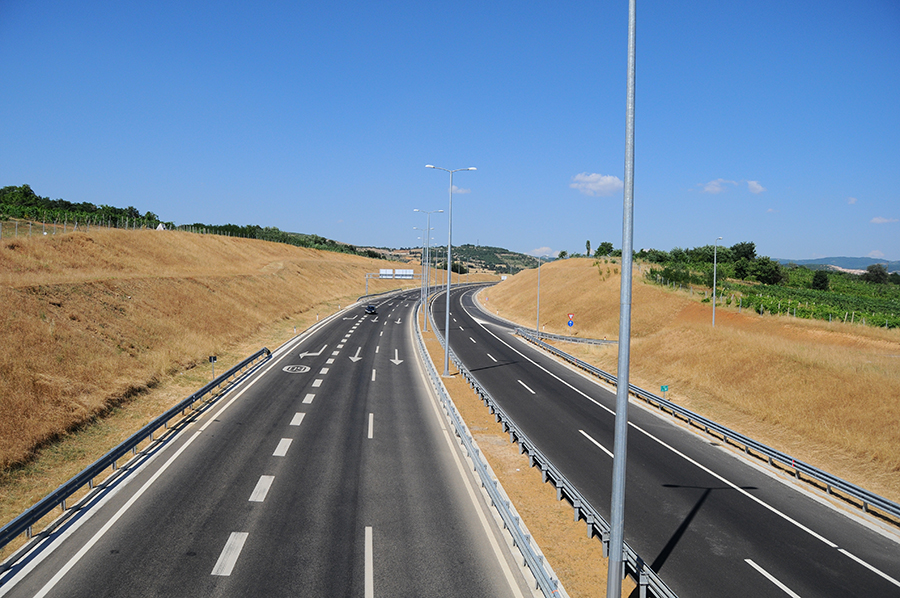
Dálnice v Kosovu

Dálnice v Kosovu v současné době (2017) dosahují celkové délky 123,7 km. Nejvyšší povolená rychlost na dálnicích je pro osobní automobily 130 km/h. Užívání dálnic v Kosovu je bez dalničních poplatků.

## Historie výstavby dálnic
Historie dálnic na území Kosova se datuje od roku 2010, dva roky od získání nezávislosti Kosova na Srbsku, kdy byly podepsány první smlouvy pro výstavbu dálnic. Výstavba prvního úseku dálnice R 7 začala v dubnu 2011. Historicky první úsek byl zprovozněn v červenci 2012. Následovaly další úseky. První úsek dálnice R 6 byl otevřen v roce 2015. Dokončení obou dálnic je naplánováno na rok 2018. Další čtyři dálnice (R 6b, R 7.1, cesta Prizren - Tetovo, cesta Peja - Prizren) se zatím stavět nezačaly, nicméně jejich stavba je plánovaná.

## Seznam dálnic
Dálnice jsou v Kosovu označovány písmenem R (route - anglicky trasa), albánské slovo pro dálnici je autostradë, srbské autoput, v cyrilici аутопут
| Číslo                    | Mapa                                     | Trasa | Konečná délka (km) | Ve výstavbě (km) | V provozu (km) |
| ------------------------ | ---------------------------------------- | --- | ------------------ | ---------------- | -------------- |
| R6-Kosovo                | Autostrada Arben Xhaferi Map (May 2017)  | Priština - Lipjan - Uroševac - Severní Makedonie (Dálnice A3)                                                 | 62                 | 41               | 21             |
| R 6b                     |                                          | Priština - Klina - Peć                                                                                        | 32                 | 0                | 0              |
| R7-Kosovo                | Autostrada Ibrahim Rugova Map (May 2017) | Podujevo - Obiliq - Priština - Kosovo Polje - Drenas - Malisheva - Suva Reka - Prizren - Albánie (Dálnice A1) | 130                | 26,5             | 103            |
| R7.1-Kosovo              |                                          | Priština - Lipjan - Gjilan - Kamenica - Srbsko                                                                | 47                 | 0                | 0              |
| Dálnice Prizren - Tetovo |                                          | Prizren - Dragaš - Severní Makedonie (Dálnice A4)                                                             | 35                 | 0                | 0              |
| Dálnice Peć - Prizren    |                                          | Prizren - Gjakova - Peć - Černá Hora                                                                          | 65                 | 0                | 0              |